# Apofenia

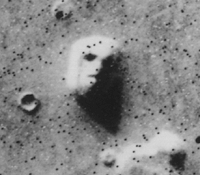
L'identificazione di un volto sulla superficie di Marte è un tipico esempio di apofenia (nello specifico, pareidolia).

L'apofenìa (dal greco ἀποφαίνω, «apparire, mettere in luce, far diventare») è definibile come l'attitudine di un individuo nel voler riconoscere schemi o connessioni tra informazioni che non hanno una significativa correlazione logica. Il termine è stato coniato nel 1958 dallo psichiatra Klaus Conrad, che la definì come una "immotivata visione di connessioni" accompagnata dall'attribuzione ad essi di una "spropositata significatività".
Spesso viene usata come spiegazione alla base della diffusa credenza nei fenomeni paranormali e religiosi, nonché della fiducia nelle pseudoscienze.
In statistica, l'apofenia potrebbe essere classificata come errore di primo tipo (falso positivo, falso allarme).

## Definizione
(Mica R. Endsley, in Banbury, Tremblay A Cognitive Approach to Situation Awareness: Theory and Application, p. 333)
In origine, Conrad descrisse il fenomeno in relazione alla distorsione della realtà presente in alcune forme di psicosi, ma il termine è diventato sempre più usato per descrivere questa tendenza in individui sani, senza necessariamente implicare la presenza di differenze neurologiche o malattie mentali.
Nel caso di disturbi di tipo autistico, fra cui la sindrome di Asperger, gli individui potrebbero in realtà essere consci dell'esistenza di schemi nascosti: piuttosto che essere a conoscenza di schemi inesistenti, gli individui autistici potrebbero essere a conoscenza di strutture definite in situazioni apparentemente insensate per gli altri.

## Esempi

Questa figura composta da tre cerchi e una linea viene automaticamente e subconsciamente riconosciuta come un "volto", pur avendo solo alcune caratteristiche di base di un volto reale. Questo è un esempio dei meccanismi che il cervello utilizza per il riconoscimento facciale.

### Pareidolia
La pareidolia è un caso particolare di apofenia, che si riferisce al riconoscimento di immagini e suoni in stimolazioni casuali, come per esempio sentire il telefono squillare durante la doccia: il rumore prodotto dall'acqua corrente potrebbe fornire un background casuale da cui potrebbe essere "prodotta" l'apparenza del suono del telefono.

### Fiction
Vari autori, sia in letteratura sia nel cinema, hanno inserito nelle loro opere fenomeni collegati all'apofenia. Alcuni esempi:
- Narrazioni paranoiche
  - Vladimir Nabokov (Signs and Symbols);
  - Thomas Pynchon (L'incanto del lotto 49 e V.);
  - Alan Moore (Watchmen e From Hell);
  - Umberto Eco (Il nome della rosa e Il pendolo di Foucault);
  - William Gibson (L'accademia dei sogni);
  - Arturo Pérez-Reverte (Il club Dumas).
- Film
  - Richard Donner (Ipotesi di complotto);
  - Darren Aronofsky (π - Il teorema del delirio);
  - Ron Howard (A Beautiful Mind);
  - Joel Schumacher (Number 23);
  - John August (The Nines).
- Telefilm 
  - Scott Frank (La regina degli scacchi);
  - Mark Gatiss e Steven Moffat (Sherlock);